# Telemofila pecki
Espèce
Synonymes
- Usofila pecki Brignoli, 1980

Telemofila pecki est une espèce d'araignées aranéomorphes de la famille des Telemidae.

## Distribution
Cette espèce est endémique de Nouvelle-Calédonie. Elle se rencontre dans la grotte Taphozous à Hienghène.

## Description
Le mâle holotype mesure 1,15 mm.

## Étymologie
Cette espèce est nommée en l'honneur de Stewart B. Peck.

## Publication originale
- Brignoli, 1980 : Sur Usofila pecki n. sp., araignée cavernicole de la Nouvelle-Calédonie (Araneae, Telemidae). Revue Suisse de Zoologie, vol. 87, p. 605-609 (texte intégral).